# Гумусио Дагрон, Альфонсо
Альфо́нсо Гуму́сио Дагро́н (исп. Alfonso Gumucio Dagron; род. 31 октября 1950) — боливийский писатель
, поэт, кинорежиссёр
, журналист, фотограф.
Автор книг о кино, литературе и социальных изменениях, а также документальных фильмов, фотовыставок и сотен статей в журналах; работал на пяти континентах над проектами социального развития как специалист по коммуникациям.
Из-за своей деятельности в качестве прогрессивного журналиста он дважды был вынужден жить в политической эмиграции — сперва в Париже (1972—1978), а впоследствии в Мексике (1980—1984).

## Биография
Его отцом был Альфонсо Гумусио Реес — один из лидеров Националистического революционного движения (Movimiento Nacionalista Revolucionario), министр экономики при втором президентстве Виктора Паса Эстенсоро и посол в Уругвае и Испании.
Изучал кино в Institut des hautes études cinématographique и Университете Венсен в Париже.
Вернувшись в Боливию в 1978 году, снял ряд документальных фильмов на культурные и социальные темы, работал в боливийской неправительственной организации CIPCA (Centre de Investigacion y Promocion del Campesinado) и публиковался в различных ежедневных газетах и еженедельных журналах.
С середины 1980-х его работа в коммуникационных программах развития разных международных организаций привела его в страны различных регионов — не только Латинской Америки и Карибского бассейна, но и Африки, Азии и островов Тихого океана. Он работал с ЮНИСЕФ в Нигерии и Гаити, а также как международный консультант ФАО, ПРООН, ЮНЕСКО, Фонда Рокфеллера, AusAID и Conservation International.
Управляющий директор программ Консорциума коммуникаций за социальные изменения, специалист по вопросам прав ребёнка, окружающей среды, коренного населения, искусства и культуры, прав человека, общественных организаций, здравоохранения и устойчивого развития.

## Творчество

### Книги
Гумусио Дагрон опубликовал более 12 книг, включая поэзию, рассказы и исследования по литературе, кино и коммуникации.
Его первая книга Provocaciones (1977) является сборником глубоких интервью с 14 важными боливийскими писателями, среди которых: Хесус Лара, Аугусто Сеспедес, Оскар Серруто, Хайме Саэнс, Педро Шимосе, Ренато Прада Оропедо, Рауль Тейсидо.
Его исследования боливийского и латиноамериканского кино прослеживают эволюцию этого вида искусства в его стране и регионе в целом (Historia del Cine Boliviano, 1982; Cine, Censura y Exilio en América Latina, 1979; Les Cinémas d’Amerique Latine, 1981; El Cine de los Trabajadores, 1981; Luis Espinal y el Cine, 1986).
Проблематика коммуникаций, вовлечённости и развития находится в центре внимания других его книг: Las Radios Mineras de Bolivia (1989); Comunicación Alternativa y Cambio Social (1990); Conservacion, Desarrollo y Comunicacion (1990); NGO Puzzle (1993); Making Waves: Participatory communication for social changes (2001) и т. д.
Bolivie (Париж, 1981, опубликовано Editions Le Seuil) — книга о его родной стране, рассматривающая историю, политику, культуру и другие вопросы. La Máscara del Gorila (Мехико, 1982) — это авторское повествование об ультраправом военном перевороте в Боливии 1980 года, награждённое Национальной литературной премией Национального института художественных искусств Мексики (INBA).
Среди поэтических сборников автора: Antología del asco (1979), Razones técnicas (1980), Sobras completas (1984), Sentímetros (1990) и Memoria de Caracoles (2000).
Его рассказы, стихи и эссе входили в порядка 30 антологий и сборников современной боливийской литературы.

### Фильмы
Гумусио Дагрон изучал кино во Франции и работал ассистентом режиссёров Алана Лабрусса и Хорхе Санхинеса, а также сценаристом Антонио Эгино. Первый фильм Дагрона как режиссёра Señores Generales, Señores Coroneles (1976) — документальная лента, описывающая роль боливийской армии и ЦРУ в военном перевороте Уго Бансера 1971 года, прервавшего демократический процесс в Боливии.
В конце 1970-х — начале 1980-х годов Дагрон снимал короткометражки на социальные и культурные темы, в частности Tupaj Katari, 15 de noviembre (1978), El Ejército en Villa Anta (1979), Comunidades de Trabajo (1979), Cooperativa Sandin (Никарагуа, 1980), Domitila: la hojer y la organización (1980), Primo Castrillo, poeta (1984).
В 1983 году вместе с Эдуардо Барриосом он снял документальный фильм для ЮНЕСКО о шахтёрских радиостанциях «Голос шахтёров» (The voice of the mines). Документальный фильм «Боливия: Профсоюзные права» (Bolivia: Union Rights, 1988), часть серии People Matter («Люди имеют значение»), созданной AVISE, транслировался нидерландским телевидением. Voices from the Magdalena: Communication for Peace (Колумбия, 2006) — репортаж об общественных радиостанциях, работающих в охваченном войной регионе Колумбии.
В 1980—1990-х Дагрон также активно выступал как кинокритик, публикуя свои колонки в журналах Латинской Америки, Европы, Северной Америки и Африки.

### Фотография
В течение многих лет фотоматериалы Гумусио Дагрона демонстрировались на персональных и коллективных выставках. По итогам четырёх лет работы в Нигерии он представил свой фотосериал о детях этой страны. На Гаити он фотографировал людей и пейзажи. Некоторые из его фотографий были распространены агентствами Gamma, DPA, а также сопровождали его собственные статьи о культуре Латинской Америки.
Фотографии художника часто иллюстрируют и книги, в частности Realizando el Futuro, опубликованную Андской корпорацией развития; Ciudad de La Paz, Luz, Magia y Tradición, опубликованную муниципалитетом Ла-Паса; Imágenes del Trabajo. Они используются для обложек книг, календарей и СМИ в Латинской Америке. Его фотографии были отмечены на 4-м Международном конкурсе искусств, организованном Международной организацией труда (МОТ) в 1986 году.

### Журналистика
Альфонсо Гумусио Дагрон опубликовал более тысячи статей и кратких очерков в сотне СМИ Латинской Америки, Европы, Северной Америки, Азии и Африки.
Он был членом редколлегий, главным редактором, культурным редактором или корреспондентом Vinculo, Revista Nacional de Cultura, El Nacional, Facetas, El Mundo, Zeta, Aquí и Vanguardia в Боливии, а также Excelsior (Мексика), Desquicio (Франция), Brecha (Уругвай) и The Journal of Development Communication (Малайзия).